# Thursday October Christian II.
Thursday October Christian II. (říjen 1820 – 27. května 1911) vůdce kolonie na Pitcairnových ostrovech a starosta v letech 1844, 1851, 1864, 1867, 1873, 1876, 1880 a 1882.

## Biografie
Thursday October Christian II. byl syn Thursdaye Octobera Christiana, jenž byl synem vůdce vzpoury na HMS Bounty Fletchera Christiana a Teraury, která na Pitcairn přišla s Fletcherem Christianem z Tahiti. Thursday October Christian II. byl nejmladší ze sedmi dětí; krví byl ze tří čtvrtin Polynésan a z jedné Angličan (matka Tahiťanka a otec míšenec).
V roce 1831 odešli Pitcairňané na Tahiti, ale chyběla jim imunita proti místním nemocem na které jich mnoho zemřelo, včetně Thursdaye Octobera Christiana staršího, který představoval respektovaného vůdce komunity, a jeho dvou synů a dcery. Na podzim 1831 se zdecimovaní Pitcairňané vrátili na Pitcairnův ostrov a s nimi i mladý Thursday October Christian II. V roce 1838 přijali Pitcairňané svoji ústavu a začali každoročně volit svého starostu. Thursday October Christian II. byl do úřadu zvolen na rok 1842 a později i roku 1851.
V roce 1856 se Pitcairňané vystěhovali znovu, tentokrát na Norfolk. Část lidí se na přelomu let 1857–1858 vrátila zpět na Pitcairn a roku 1864 se vrátilo dalších 24 lidí, včetně Thursdaye Octobera Christiana a jeho devíti dětí. Thursday October Christian II. tak představuje společného předka všech dnešních obyvatel ostrova s příjmením Christian. Další rodinné větve zůstaly a žijí na Norfolku.
Komunita po návratu na Pitcairn čelila hospodářským potížím, vzniklých v důsledku poklesu amerického velrybářského průmyslu, kolonie se tak musela ekonomicky omezit svou produkci na svou vlastní spotřebu. Osadníci zrevidovali svoji ústavu z roku 1838 a v roce 1864 byl Thursday October Christian znovu zvolen starostou, s dalšími dvěma radními Mosesem Youngem a Mayhewem Youngem. Úřad starosty pak zastával ještě v letech 1867, 1873, 1876, 1880 a 1882. Pitcairnská komunita Thursdaye Octobera Christiana II. přezdívala „Duddie“. Zemřel 27. května 1911.

## Rodina

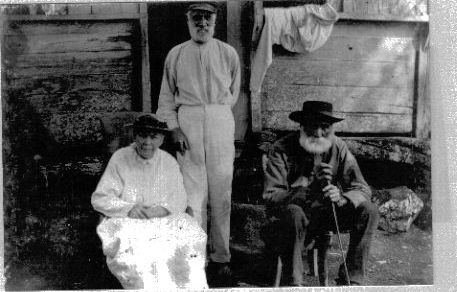
Moses Young (stojící), Albina Youngová a Thursday October Christian II., 1906

Oženil se 24. března 1839 s Mary Youngovou, vnučkou vzbouřence z Bounty, kadeta Neda Younga. Měli spolu celkem 17 dětí, z nichž žádné nebylo pojmenováno po měsíci v roce či dnu v týdnu; většina jich zemřela již v dětském věku, na druhou stranu tři z nich se dožily věku staršího 73 let a žily až do 30. let 20. století:
- Julia Christian (23. červenec 1840 - 15. červen 1850)
- Agnes Christian (6. říjen 1841 - 6. duben 1911)
- Albert Christian (31. březen 1843 - 19. leden 1861)
- Elias Christian (7. leden 1845 - 7. říjen 1893)
- Alphonso Driver Christian (3. srpen 1846 - 14. červen 1921)
- Anna Rose Christian (31. červenec 1848 - 30. březen 1851)
- Julia Anna Rose Christian (9. listopad 1851 - 30. srpen 1864)
- Ernest Heywood Christian (5. říjen 1853 - prosinec 1926)
- Daniel Christian (27. červenec 1855 - březen 1904)
- Elizabeth Saidley A. Christian (27. duben 1857 - 1863)
- Francis Hickson Christian (18. únor 1859 - 3. leden 1938)
- William Henry Gordon Christian (1. září 1860 - 22. leden 1934)
- Albert Swain Christian (8. květen 1862 - 9. květen 1862)
- Harriet Christian (22. srpen 1863 - 1864)
- Harriet Christian II. (23. srpen 1864 - 19. srpen 1937)
- Charles Benjamin Christian (1. srpen 1865 - červenec 1885)
- Mary Elizabeth Saidley Christian (duben 1868 - 1. červen 1868)